# Arcidiocesi di Trani-Barletta-Bisceglie

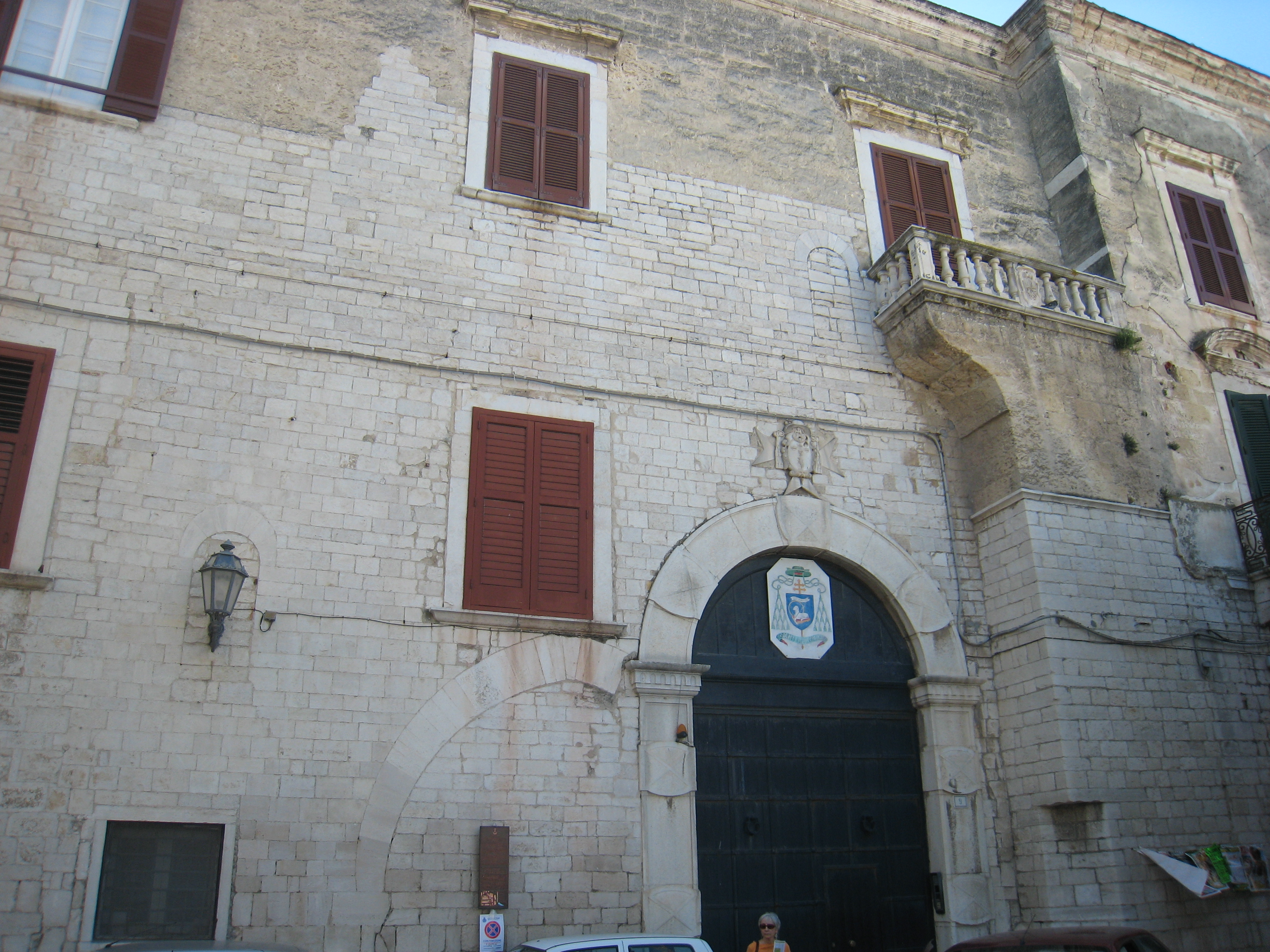
Il palazzo arcivescovile di Trani.

L'arcidiocesi di Trani-Barletta-Bisceglie (in latino Archidioecesis Tranensis-Barolensis-Vigiliensis) è una sede della Chiesa cattolica in Italia suffraganea dell'arcidiocesi di Bari-Bitonto appartenente alla regione ecclesiastica Puglia. Nel 2023 contava 276 612 battezzati su 287 048 abitanti. È retta dall'arcivescovo Leonardo D'Ascenzo.
Gli arcivescovi, oltre al titolo proprio, hanno unito il titolo di Nazareth (Nazarenus).

## Patroni
Sono patroni dell'arcidiocesi:
- san Nicola Pellegrino per Trani,
- san Ruggero di Canne, vescovo, per Barletta,
- santi Mauro, Sergio e Pantaleone, martiri, per Bisceglie.

La Madonna dello Sterpeto è venerata come compatrona dell'arcidiocesi.

## Territorio
L'arcidiocesi comprende sette centri pugliesi: oltre alle tre città titolari di Trani, Barletta e Bisceglie annovera anche i comuni di Corato, Margherita di Savoia, San Ferdinando di Puglia e Trinitapoli. Eccetto Corato, che appartiene alla città metropolitana di Bari, gli altri comuni fanno parte della provincia di Barletta-Andria-Trani.
Sede arcivescovile è la città di Trani, dove si trova la cattedrale di Santa Maria Assunta. A Barletta e a Bisceglie sorgono le concattedrali della diocesi, dedicate rispettivamente a Santa Maria Maggiore e a San Pietro Apostolo.
Il territorio si estende su 711 km² ed è suddiviso in 66 parrocchie, raggruppate in 5 zone pastorali, che, a partire dal 2 giugno 2005, hanno assunto la seguente denominazione:
1. zona pastorale "San Nicola, il pellegrino", in Trani.
2. zona pastorale "San Ruggero", in Barletta;
3. zona pastorale "Santi Mauro, Sergio, Pantaleo" in Bisceglie;
4. zona pastorale "San Cataldo", in Corato;
5. zona pastorale "Santissimo Salvatore-Madonna di Loreto-San Ferdinando Re" in Margherita di Savoia, Trinitapoli, San Ferdinando di Puglia.

## Storia
L'odierna arcidiocesi nasce nel 1986 dall'unione di tre precedenti sedi: l'arcidiocesi di Trani, attestata a partire dall'inizio del VI secolo, la diocesi di Bisceglie, fondata nell'XI secolo, e l'arcidiocesi di Barletta, eretta nel 1860.

### Trani
La diocesi di Trani fu eretta in epoca antica. La tradizione petrina, comune a molte diocesi pugliesi e dell'Italia meridionale, attribuisce la fondazione della diocesi all'apostolo san Pietro. Incerta è la storicità dei santi Redento e Magno che le tradizioni locali riconoscono come protovescovi della diocesi tranese. Alcuni codici del martirologio geronimiano menzionano un san Magno il 19 agosto in Fabrateria vetus, ma ne parlano sempre come martire e mai come vescovo. Di Magno esistono poi due passioni relativamente recenti; nella prima Magno è un martire di Cesarea di Cappadocia morto sotto Aureliano il 19 agosto; nella seconda è un pastore di Trani, convertitosi al cristianesimo e battezzato dal sanctus sacerdos (vescovo?) Redento, in seguito diventa vescovo della città, ma a causa delle persecuzioni deve fuggire, e muore martirizzato nel 251.
La diocesi è storicamente documentata a partire dalla fine del V secolo. Il primo vescovo noto è Eutizio (o Eutichio), che prese parte ai concili simmachiani del 501 e del 502; avrebbe preso parte anche alla consacrazione della basilica di San Michele Arcangelo sul Gargano nel 493, ma questa tradizione è frutto di leggende medievali. Non si conoscono più vescovi di Trani, eccetto alcuni apocrifi, fino al IX secolo; in una carta dell'834 è documentato Auderis S. Dei genitricis virg. Mariae sedis Tranensis e il suo predecessore Leopardo.
All'epoca bizantina appartennero i vescovi Giovanni I, Rodostamo, Crisostomo e Giovanni II, documentati dal 952 al 1059; in questo periodo la sede dipendeva dai patriarchi di Costantinopoli. Rodostamo, nel 983, è il primo prelato tranese che si fregiò del titolo di arcivescovo. Giovanni II, destinatario di una lettera contro gli abusi dei latini di Leone di Ocrida (1053), fu coinvolto nello scisma d'Oriente e per questo motivo deposto da papa Niccolò II nel concilio di Melfi del 1059.
Nella seconda metà dell'XI secolo Trani fu occupata definitivamente dai Normanni. In questo contesto la diocesi fu elevata al rango di arcidiocesi metropolitana di rito latino con papa Alessandro II nel 1063. Il Liber Censuum della fine del XII secolo le attribuisce due diocesi suffraganee, Andria e Bisceglie; appartenevano all'arcidiocesi anche le città di Barletta e di Corato. Il primo arcivescovo latino fu Bisanzio I, il cui episcopato segnò tutta la seconda metà del secolo XI; nel 1071 prese parte alla consacrazione della chiesa abbaziale di Montecassino e nel 1099 ricevette da papa Urbano II la bolla di canonizzazione di san Nicola Pellegrino, patrono dell'arcidiocesi.
All'arcivescovo Bisanzio I si deve anche la costruzione del sacello per ospitare le spoglie di san Nicola Pellegrino; su questo venne edificata nel corso del XII secolo l'imponente cattedrale in stile romanico pugliese. La fase decisiva della costruzione si ebbe presumibilmente tra il 1159 e il 1186 sotto l'impulso dell'arcivescovo Bertrando II, mentre verso il 1200 il completamento era da considerarsi raggiunto, eccezion fatta per il campanile.
Numerosa era la presenza religiosa nel territorio diocesano. A Trani v'erano una decina di monasteri benedettini di cui 8/9 maschili e 2/3 femminili; a Barletta ve n'erano cinque, ed inoltre si conta anche la presenza di cisterciensi, celestini e celestine, verginiani ed olivetani. Un altro monastero di celestine si trovava a Corato. A Trani sorgevano anche comunità di templari, di gerosolimitani e di teutonici; questi ultimi due ordini erano presenti anche a Barletta. Maggiore era la presenza degli ordini mendicanti nei tre centri dell'arcidiocesi tranese: c'erano francescani, domenicani, osservanti, agostiniani, terziarie francescane, clarisse, carmelitani e trinitari.
Nel XV secolo papa Martino V unì la diocesi di Salpi, eretta nel V secolo, all'arcidiocesi di Trani. Lo stesso papa nel 1424 dispose l'unione della diocesi di Canne, fino ad allora suffraganea dell'arcidiocesi di Bari, all'arcidiocesi di Trani, ma il provvedimento non ebbe effetto e nel 1449 la diocesi di Canne fu unita all'arcidiocesi di Nazareth. Nel 1523 la sede di Salpi fu separata da Trani, ma fu poi definitivamente soppressa nel 1547, aggregandone il territorio all'arcidiocesi di Trani; da questo momento gli arcivescovi di Trani porteranno il titolo Salpensis fino agli Anni Quaranta del Novecento. Il territorio dell'arcidiocesi tranese aumentò così con l'annessione del territorio di Casale della Trinità, oggi Trinitapoli.
A partire dalla metà del Cinquecento, i presuli tranesi cercarono, attraverso visite pastorali e sinodi, di attuare le riforme volute dal concilio di Trento. Sono noti a Trani diversi sinodi, celebrati fra il 1565 ed il 1793, di cui due provinciali (1565 e 1589). I sinodi diocesani furono celebrati da Scipione da Tolfa (diversi sinodi), Diego Álvarez (1617), Tommaso Anchora (1638 e 1643), Pietro de Torres (1703) e Luigi Trasmondi 1793).
L'arcivescovo che maggiormente si impegnò nella riforma dell'arcidiocesi fu Scipione da Tolfa (1576-1592). Nel 1589 indisse un concilio provinciale che si articolò in quattro sessioni, dove vennero affrontate diverse tematiche: la professione di fede (prima sessione), aspetti relativi alla cura delle anime, le feste e i sacramenti (seconda sessione), il matrimonio, la riforma del clero secolare e regolare, i luoghi di culto, i doveri degli insegnanti (terza sessione), il dovere della residenza episcopale, la predicazione, gli abusi (quarta sessione). Nella sua relazione per la visita ad limina del 1590 il presule ricorda le numerose visite apostoliche alla sua arcidiocesi e i diversi sinodi da lui celebrati per l'osservanza dei decreti tridentini.
Altro arcivescovo riformatore fu il domenicano spagnolo Diego Álvarez (1607-1634). Nel 1617 celebrò il sinodo diocesano, il primo di cui si conoscono gli atti e i decreti, pubblicati nel 1622. Sono due i punti principali su cui si è concentrata l'attività legislativa e riformatrice di questo sinodo: «affermare la centralità della parrocchia, cui deve essere riportata per intero l'amministrazione dei sacramenti (vedi il divieto di celebrare il matrimonio nei monasteri delle suore o nelle chiese dei regolari); delineare la figura del "buon sacerdote", adeguatamente formato, che indossa l'abito clericale, che non partecipa a giochi e feste mondane, che non porta armi e non si dedica agli affari secolari, che si comporta con il decoro che attiene al suo stato sia in chiesa che per strada, che segue le disposizioni previste per il confessionale».
Il primo seminario arcivescovile fu fondato dallo stesso Álvarez nel 1627, ma non ebbe molta fortuna. Stessa sorte toccò al seminario istituito nel 1695 dall'arcivescovo Pietro de Torres. Durante l'episcopato di Domenico Andrea Cavalcanti venne eretto un terzo seminario, dotato delle rendite sufficienti per la sua sussistenza, ed inaugurato nel 1765.
Malgrado le indicazioni tridentine, a Trani a lungo la cattedrale rimase anche l'unica parrocchia della città, mentre a Barletta ne fu eretta una seconda nel 1594. Causa l'assenza dell'istituzione parrocchiale, l'assistenza religiosa e sacramentale della popolazione, in costante aumento, fu garantita dalle comunità religiose e dalle confraternite, presenti numerose sul territorio diocesano. Accanto agli antichi ordini, l'arcidiocesi vide l'arrivo dei cappuccini, dei carmelitani scalzi, dei Servi di Maria, dei fatebenefratelli, dei gesuiti e dei teatini. «Fino alla fine del Settecento aumentò il numero delle confraternite: Trani ne contava diciassette, Barletta diciotto, Corato nove, Casale della Trinità tre».
Il 27 giugno 1818, con la bolla De utiliori, papa Pio VII soppresse l'arcidiocesi di Nazareth e la diocesi di Canne, e ne aggregò il territorio all'arcidiocesi di Trani. Contestualmente, agli arcivescovi tranesi fu data l'amministrazione perpetua della diocesi di Bisceglie. Andria rimase perciò l'unica suffraganea di Trani. Con queste modifiche, il territorio dell'arcidiocesi comprendeva gli abitati di Trani, Barletta, Bisceglie, Corato, Casale della Trinità, Saline, Zapponeta, e contava nel 1825 76 900 abitanti.
Nel 1860 Barletta fu staccata da Trani ed eretta in arcidiocesi, unita aeque principaliter con quella di Trani. Da questo momento, i prelati tranesi furono anche arcivescovi di Barletta oltre che amministratori di Bisceglie. Inoltre, dal 1828, con la bolla Multis quidem di papa Leone XII, a ricordo dell'antica arcidiocesi, era stato restaurato il titolo di Nazareth, concesso in perpetuo agli arcivescovi di Trani.
Nel 1907 l'arcivescovo Francesco Paolo Carrano dette avvio alla riorganizzazione parrocchiale dell'arcidiocesi, ed istituì le prime tre parrocchie nella città di Trani, oltre a quella della cattedrale. Tra le figure di spicco del Novecento, si ricorda in particolare l'arcivescovo Francesco Petronelli, «decorato con medaglia d'argento nel 1943 da Vittorio Emanuele III per aver salvato (18 settembre 1943) cinquanta cittadini tranesi dalla fucilazione dei tedeschi, dopo essersi offerto egli stesso al plotone d'esecuzione».
Nel 1976 Giuseppe Carata fondò l'Istituto superiore di cultura cristiana per favorire fra i laici lo studio delle discipline teologiche; nel 1977 divenne "Istituto di scienze religiose" e nel 2006 "Istituto superiore di scienze religiose". Al Carata si deve anche la fondazione del museo diocesano di Trani (1975) e di quello di Bisceglie (1980).

### Barletta

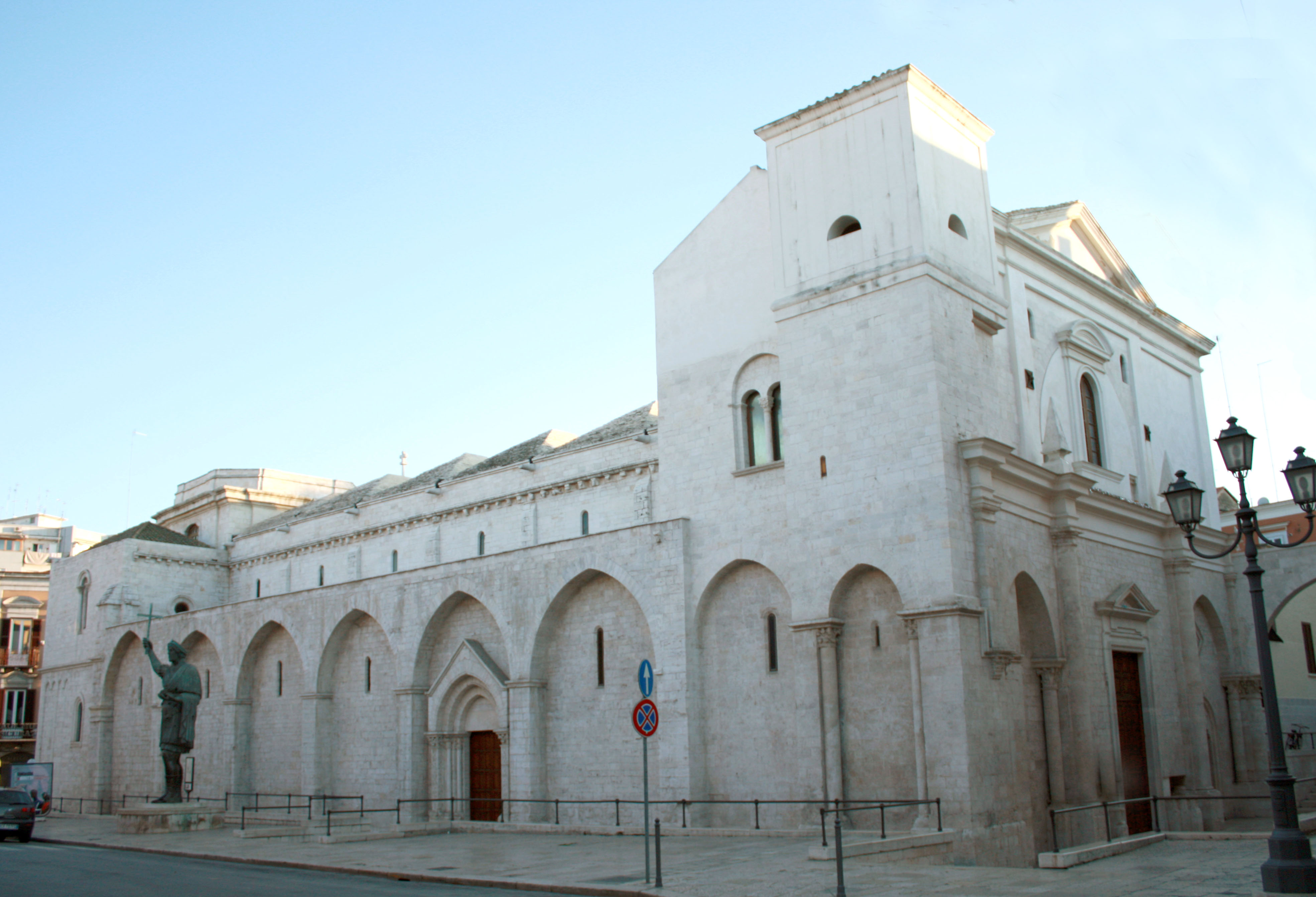
La basilica del Santo Sepolcro di Barletta.

La fede a Barletta ha origini antiche. Gli scavi sotto la concattedrale di Barletta, hanno portato alla luce una basilica paleocristiana piuttosto ampia e mosaicata, recante il monogramma del vescovo Sabino di Canosa. Ciò attesta l'appartenenza di Barolum all'antica diocesi di Canosa almeno fin dal VI secolo.

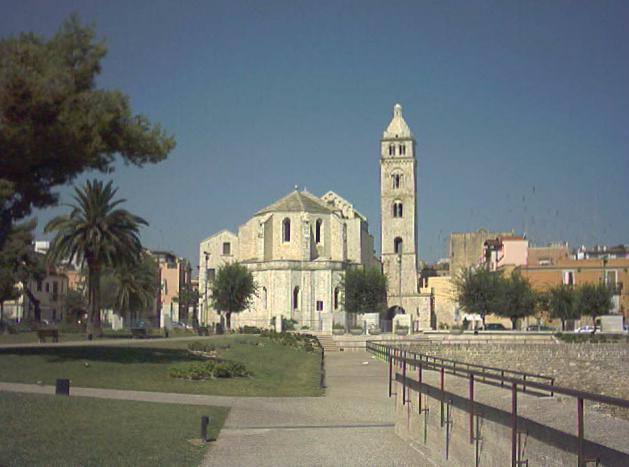
La concattedrale di Barletta.

Dall'XI secolo invece Barletta rientra nel territorio dei vescovi di Trani. Ma già dal XII secolo in Barletta vi sono delle pertinenze di proprietà della mensa vescovile dell'arcivescovo metropolita di Nazareth in Galilea, che si faceva rappresentare nella città pugliese da un proprio vicario, come documentato da un diploma del 1162. A partire dal XIV secolo Barletta divenne la sede stabile dell'arcivescovo di Nazareth, ormai impossibilitato a risiedere in Palestina; oltre ad alcune chiese barlettane, tra cui la cattedrale di Santa Maria di Nazaerth, dall'arcivescovo nazareno dipendevano diverse altre chiese sparse soprattutto in Puglia e in Lucania.
Nel 1455 all'arcivescovo di Nazareth fu unita la diocesi di Canne e nel 1536 la diocesi di Monteverde. In questo periodo inoltre l'arcivescovo ricostruisce la sua cattedrale e il suo episcopio all'interno delle mura di Barletta.
Il 27 giugno 1818, con la bolla De utiliori, papa Pio VII soppresse l'arcidiocesi di Nazareth e la diocesi di Canne, e ne aggregò il territorio all'arcidiocesi di Trani. La diocesi di Monteverde invece, ugualmente soppressa, venne aggregata alla diocesi di Sant'Angelo dei Lombardi.
Nel 1828 il capitolo metropolitano nazareno fu unito al capitolo collegiale della chiesa madre di Barletta. Il novum capitulum perinsignis collegiatae in aede Sanctae Mariae Majoris era costituito da tre dignità (l'arciprete, il primicerio e il cantore), da 24 canonici e da 20 beneficiari.
Il 21 aprile 1860 con la bolla Imperscrutabili Dei di papa Pio IX, fu eretta l'arcidiocesi di Barletta, contestualmente unita aeque principaliter a quella di Trani. Ciò comportava che l'arcivescovo di Trani e Barletta fosse un'unica persona, ma al contempo assicurava piena autonomia ad entrambe le arcidiocesi che godevano delle stesse prerogative e diritti. Gli arcivescovi di Trani e Barletta continuarono a fregiarsi dell'antico titolo di Nazareth.
Fu elevata a cattedrale la chiesa madre di Santa Maria Maggiore dove fu eretto il trono arcivescovile. Il capitolo della cattedrale fu decorato di quattro dignità capitolari (arciprete, arcidiacono, primicerio e tesoriere) e in virtù della elevazione dell'arcidiocesi di Barletta aeque principaliter all'arcidiocesi di Trani, fu detto metropolitano; i canonici furono insigniti degli abiti prelatizi nonché della croce pettorale recante nel lobo frontale la santa Casa di Nazareth.
Patroni dell'arcidiocesi furono proclamati la Madonna dello Sterpeto, patrona della città dal 1732, e san Ruggero, vescovo di Canne, il cui corpo fu custodito a Barletta dal 1276. Fu scelto come episcopio e sede della curia diocesana l'antico palazzo arcivescovile nazareno.
Nell'arcidiocesi, corrispondente alla sola città di Barletta, permanevano altre due collegiate, quella del Santo Sepolcro e quella di San Giacomo Maggiore; quest'ultima era sede già dal 1594 della seconda parrocchia della città affidata al prevosto curato del capitolo collegiale.
Nel 1908 la parrocchia della cattedrale fu suddivisa in quattro vicarie. Nel Novecento causa la crescita demografica sorsero diverse parrocchie per soddisfare la cura spirituale della popolazione.
Ai primi del Novecento risale la fondazione di un circolo di sacerdoti sensibile alle nuove istanze sociali perorate da Leone XIII. Gli aggregati fondarono il periodico di informazione e istruzione religiosa "Il buon senso".
Fra i sacerdoti appartenenti a questa nuova primavera ecclesiale vanno menzionati, il prevosto Sabino Balestrucci, fondatore dell'oratorio di San Giacomo e i vescovi Ignazio e Nicola Monterisi, fratelli, e Domenico Dell'Aquila.
A questa fucina sacerdotale appartiene anche il venerabile don Raffaele Dimiccoli, fondatore di un nuovo oratorio per l'educazione della gioventù nella zona Settefrati, quartiere nuovo e povero della città. Al suo ministero di vicario generale risalgono la fioritura e l'impianto di nuovi istituti religiosi per i nuovi quartieri in rapida espansione della città. Fra questi il Villaggio del Fanciullo dei Francescani Conventuali al rione Medaglie d'Oro, l'istituto delle suore alcantarine al rione San Nicola, l'istituto delle suore dell'Immacolata d'Ivrea al rione Borgovilla e l'istituto delle suore dell'Immacolata di Fiuggi al rione Barberini.
Nel 1961, a conclusione del primo centenario dell'arcidiocesi di Barletta, il cardinale Alfredo Ottaviani incoronò con un serto d'oro l'icona della Madonna dello Sterpeto. Lo stesso anno la cattedrale fu decorata del titolo di basilica minore.
Nel 1978 vi fu l'istituzione dell'archivio e della biblioteca diocesani, dedicati a Pio IX.

### Bisceglie

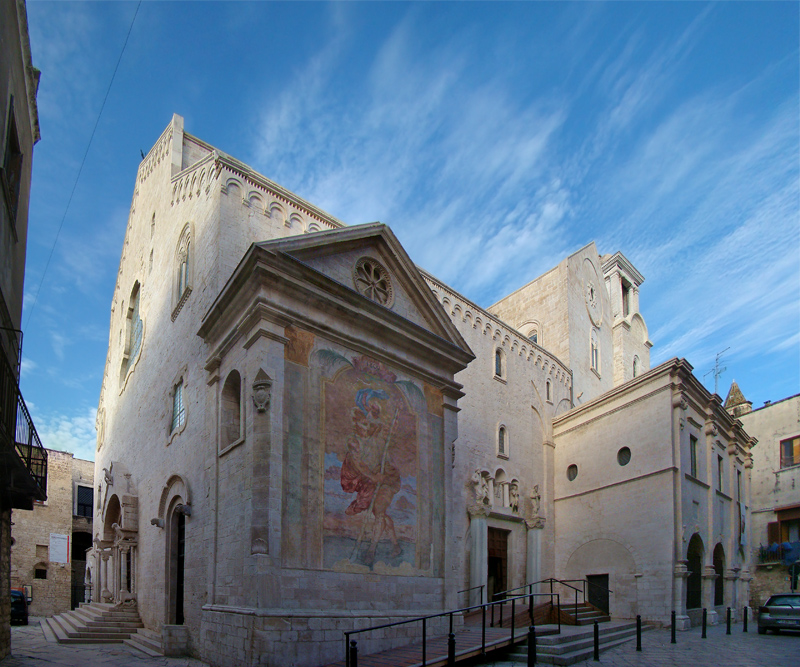
La concattedrale di Bisceglie.

Secondo la tradizione petrina, comune a molte diocesi della Puglia e dell'Italia meridionale, lo stesso apostolo san Pietro avrebbe annunciato il vangelo a Bisceglie, consacrando il primo vescovo, san Mauro. A lungo si è attribuita la fondazione della diocesi all'VIII secolo, per la presenza di un presunto vescovo di Bisceglie al concilio di Nicea del 787: in realtà a quel concilio non prese parte nessun vescovo pugliese, e Sergio, attribuito alla sede biscegliese, fu in realtà un vescovo di Bargilia, sempre presente negli atti conciliari tra i vescovi della provincia ecclesiastica di Caria (Asia Minore).
La diocesi è di fondazione normanna e risale all'XI secolo. Pompeo Sarnelli, nelle sue Memorie de' Vescovi di Biseglia, menziona il vescovo Mercurio nel 1059, la cui esistenza tuttavia, come riconosce lo stesso Sarnelli, si fonda su un documento palesemente spurio, "tessuto più di favole che di storia". Storicamente documentato invece è il vescovo Giovanni, che nel 1071 prese parte alla solenne consacrazione della chiesa abbaziale di Montecassino; Giovanni fu il primo vescovo di Bisceglie, come si evince da un diploma del successore Dumnello del 1074, nella quale il vescovo parla di sé come del secondo vescovo biscegliese. A Mancusio si deve invece la costruzione della chiesa di San Matteo, che il successore Stefano, nel primo anno del suo episcopato (1099), concesse alle famiglie dei casali di Sagina e di Giano, rifugiatesi in città a causa delle incursioni dei Saraceni.
Il XII secolo è segnato dal lungo episcopato di Amando, documentato in numerosi diplomi dal 1154 fino al 7 luglio 1182; durante il suo mandato, furono rinvenute le reliquie dei santi Mauro, Sergio e Pantaleone, eletti patroni della città e della diocesi; il flusso di numerosi pellegrini favorì nel 1393 la fondazione della "congrega dei Santi Martiri". Nell'inverno 1222 la città accolse san Francesco, che vi fondò il monastero dei frati minori di Santa Maria dell'Annunziata. La cattedrale di Bisceglie, la cui costruzione fu iniziata nel 1073, venne consacrata dal vescovo Leone nel 1295.
La cattedrale fu a lungo l'unica parrocchia della città e della diocesi, e solo nel 1590 il vescovo Alessandro Cospi fondò tre nuove parrocchie. La vita religiosa della popolazione orbitò perciò attorno ai numerosi conventi e monasteri cittadini; oltre ai francescani, Bisceglie accolse gli osservanti di San Lorenzo nel 1479, i domenicani di Santa Maria del Muro nel 1502, gli agostiniani di Santa Maria Incoronata nel 1546, i cappuccini di San Michele Arcangelo nel 1606; vi erano anche due comunità femminili di clarisse. Inoltre, a partire dalla fine del XV secolo, si svilupparono in città diverse confraternite, il cui numero aumentò in seguito alla missione dei gesuiti nel XVI secolo.
I vescovi ebbero difficoltà ad applicare le normative di riforma del concilio di Trento. Tuttavia già nel 1547 fu indetto un primo sinodo diocesano, ad opera del vescovo Geronimo Sifola; il seminario fu eretto solo nel Settecento. Fra il 1692 ed il 1724 fu vescovo biscegliese Pompeo Sarnelli, erudito e storico, autore delle Memorie de' Vescovi di Biseglia e della stessa Città; a lui si deve anche il restauro del palazzo vescovile, oggi sede del museo diocesano di Bisceglie. Ai tempi del Sarnelli, la diocesi comprendeva, oltre alla cattedrale, le collegiate di Sant'Adoeno, di Santa Margherita, di San Matteo e di San Nicola, 10 altre chiese nella città e più di 15 nella campagna circostante; vi erano inoltre 5 conventi maschili e 2 femminili; il clero secolare comprendeva circa 100 preti e 85 seminaristi.
Nel 1800 morì l'ultimo vescovo residente, Salvatore Palica. In seguito la diocesi rimase vacante per diciotto anni, finché il 27 giugno 1818, con la bolla De utiliori di papa Pio VII, fu concessa in amministrazione perpetua agli arcivescovi di Trani.
Il 20 ottobre 1980, con la bolla Qui Beatissimo Petro di papa Giovanni Paolo II, la diocesi di Bisceglie, insieme a quella di Trani e Barletta, è entrata a far parte della provincia ecclesiastica dell'arcidiocesi di Bari.
Il territorio della diocesi alla vigilia della plena unione con le arcidiocesi di Trani e Barletta, comprendeva il solo comune di Bisceglie, per un totale di 11 parrocchie.

### Trani-Barletta-Bisceglie
Il 20 ottobre 1980 in forza della bolla Qui Beatissimo Petro di papa Giovanni Paolo II Trani cessò di essere una sede metropolitana e con l'arcidiocesi di Barletta, divennero suffraganee dell'arcidiocesi di Bari. I prelati di Trani e Barletta tuttavia continuarono a mantenere la dignità arcivescovile.
Il 30 settembre 1986 in forza del decreto Instantibus votis della Congregazione per i Vescovi le tre sedi di Trani, Barletta e Bisceglie furono unite con la formula plena unione e la nuova circoscrizione ecclesiastica ha assunto il nome attuale. Gli arcivescovi continuano a mantenere ancora oggi il titolo di arcivescovi di Nazareth.
Durante l'episcopato di Giovanni Battista Pichierri è stato celebrato il primo sinodo delle sedi unite di Trani-Barletta-Bisceglie, indetto il 19 ottobre 2012 e celebrato nella parrocchia dello Spirito Santo in Trani dall'8 gennaio al 30 ottobre 2015.

## Cronotassi dei vescovi
Si omettono i periodi di sede vacante non superiori ai 2 anni o non storicamente accertati.

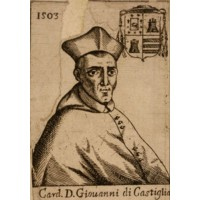
Juan Castellar y de Borja, arcivescovo di Trani (1493 - 1503).

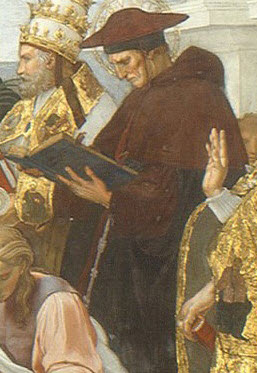
Marco Vigerio della Rovere, O.F.M.Conv., arcivescovo di Trani (1506 - 1517).

### Sede di Trani
- San Redento ? † (? - 249 deceduto)
- San Magno ? † (? - 19 agosto 251 deceduto)
- Eutizio o Eutichio † (prima del 501 - dopo il 502)
- Sutinio o Eutinio ? † (menzionato nel 761)[17]
- Leone ? † (menzionato nel 787)[18]
- Leopardo † (prima dell'834)[19]
- Oderisio (Auderis) † (menzionato nell'834)
- Angelario ? † (menzionato nell'845)[20]
- Pietro † (IX/X secolo)[19]
- Giovanni I † (952 - dopo il 980)[19]
- Rodostamo † (menzionato nel 983)
- Crisostomo † (997 - dopo il 1002)[19]
- Giovanni II † (prima del 1053 - 1059 deposto)
- Delio ? † (1059 - 1063)[21]
- Bisanzio I † (15 maggio 1063 - dopo marzo 1099)
- Bertrando I † (prima di febbraio 1101 - dopo il 1108)[22]
- Bisanzio II † (menzionato nel 1120)
- Verterando ? † (menzionato nel 1129)[23]
- Ubaldo † (prima di ottobre 1130 - dopo il 1138)
- Pellegrino ? † (menzionato nel 1141)[24]
- Bisanzio III † (prima di ottobre 1142 - dopo il 1150)
- Bertrando II † (prima di ottobre 1157 - dopo settembre 1187)[25]
- Samaro † (prima di febbraio 1192 - dopo agosto 1201)[25]
  - Gregorio de Insula, O.S.B. † (menzionato il 24 giugno 1202) (vescovo eletto)[25]
- Bartolomeo † (prima di gennaio 1203 - dopo giugno 1225)[25]
- Giacomo O.P. † (prima di dicembre 1227[26] - dopo ottobre 1260)[25]
  - Sede vacante (circa 1263-1267)[27]
- Nicola † (maggio 1267 - dopo giugno 1276)[25]
  - Sede vacante (marzo 1277 - 1280)[25]
  - Opizzo Fieschi † (1º aprile 1280 - 4 giugno 1288 dimesso)
- Filippo † (5 novembre 1288 - dopo il 1295 deceduto)
- Giovani d'Anagni, O.F.M.Obs. † (17 giugno 1297 - 1299 deceduto)
- Oddone Arcioni † (6 novembre 1299 - 1314 deceduto)
  - Sede vacante (1314-1317)
- Bartolomeo † (8 luglio 1317 - 11 gennaio 1328 nominato arcivescovo di Manfredonia)
- Bartolomeo Brancacci † (23 dicembre 1327 - 14 novembre 1341 deceduto)
- Andrea di Veroli † (4 marzo 1342 - 1342 deceduto)
- Guglielmo de Rosières, O.S.B. † (4 aprile 1343 - 28 febbraio 1344 nominato arcivescovo di Brindisi)
- Filippo, O.P. † (26 marzo 1344 - 1348 deceduto)
- Maugerio, O.P. † (5 novembre 1348 - 1352 deceduto)
- Giacomo Tura Scottini, O.P. † (5 novembre 1352 - 1378 nominato antivescovo di Luni)
  - Matteo Spina † (26 gennaio 1379 - 28 maggio 1384 nominato antiarcivescovo di Taranto) (antivescovo)
  - Guglielmo † (menzionato nel 1390) (antivescovo)
- Antonio de Lamberto † (circa 1379 - 24 gennaio 1383 deceduto)
- Enrico Minutolo † (1383 - settembre 1389 nominato arcivescovo di Napoli)
- Riccardo Silvestri † (24 dicembre 1390 - 1393 deceduto)
- Giacomo Cubello † (7 novembre 1393 - 1418 deceduto)
- Francesco Carosio † (26 gennaio 1418 - 27 aprile 1427 deceduto)
- Giacomo Barrili † (16 giugno 1427 - 1438 deceduto)
- Latino Orsini † (8 giugno 1439 - 23 dicembre 1450 nominato arcivescovo, titolo personale, di Urbino)
- Giovanni Orsini † (23 dicembre 1450 - 1478 deceduto)
- Cosma Migliorati Orsini, O.S.B. † (1º aprile 1478 - 21 novembre 1481 deceduto)
- Giovanni Attaldo † (17 dicembre 1481 - 1493 deceduto)
- Juan Castellar y de Borja † (23 agosto 1493 - 9 agosto 1503 nominato arcivescovo di Monreale)
- Francisco Lloris y de Borja † (9 agosto 1503 - 22 luglio 1506 deceduto)
- Marco Vigerio della Rovere, O.F.M.Conv. † (1506 - 30 luglio 1517 dimesso)
  - Giovanni Domenico De Cupis † (30 luglio 1517 - 3 luglio 1551 dimesso) (amministratore apostolico)
- Bartolomeo Serristori † (3 luglio 1551 - 28 luglio 1555 deceduto)
- Gianbernardino Scotti, C.R. † (20 dicembre 1555 - 9 agosto 1559 nominato arcivescovo, titolo personale, di Piacenza)
- Juan Bautista Ojeda † (26 gennaio 1560 - 27 agosto 1571 nominato arcivescovo, titolo personale, di Agrigento)
- Angelo Oraboni, O.F.M.Obs. † (17 marzo 1572 - 10 maggio 1575 deceduto)
- Scipione da Tolfa † (10 dicembre 1576 - 15 novembre 1592 dimesso)
- Giulio Caracciolo † (31 marzo 1593 - 1º gennaio 1597 nominato arcivescovo, titolo personale, di Cassano)
- Andra De Franchis † (4 agosto 1598 - 1603 deceduto)
- Juan de Rada, O.F.M.Obs. † (17 agosto 1605 - 16 gennaio 1606 nominato arcivescovo, titolo personale, di Patti)
- Diego Álvarez, O.P. † (19 marzo 1607 - dicembre 1634 deceduto)
- Tommaso Anchora (o Ariconi), C.R. † (8 gennaio 1635 - 1655 deceduto)
- Tommaso de Sarria, O.P. † (16 ottobre 1656 - 13 aprile 1665 nominato arcivescovo di Taranto)
- Giovanni Battista del Tinto, O.Carm. † (15 febbraio 1666 - 19 ottobre 1676 nominato arcivescovo, titolo personale, di Cassano)
- Paolo Ximenes † (14 marzo 1678 - 21 dicembre 1693 deceduto)
- Pietro de Torres † (24 gennaio 1695 - ottobre 1709 deceduto)
  - Sede vacante (1709-1717)
- Giuseppe Antonio Davanzati † (22 novembre 1717 - 16 febbraio 1755 deceduto)
- Domenico Andrea Cavalcanti, C.R. † (12 maggio 1755 - 3 febbraio 1769 deceduto)
- Gaetano Maria Capece, C.R. † (18 dicembre 1769 - 27 febbraio 1792 nominato arcivescovo, titolo personale, di Pozzuoli)
- Luigi Trasmondi, O.S.B.Cel. † (18 giugno 1792 - 1798 deceduto)
  - Sede vacante (1798-1804)
- Luigi Maria Pirelli, C.R. † (29 ottobre 1804 - 15 luglio 1820 deceduto)
- Gaetano Franci, C.R.M. † (19 aprile 1822 - 26 giugno 1847 deceduto)
- Giuseppe de' Bianchi Dottula † (22 dicembre 1848 - 21 aprile 1860 nominato arcivescovo di Trani e Barletta)

### Sedi unite di Trani e Barletta
- Giuseppe de' Bianchi Dottula † (21 aprile 1860 - 22 settembre 1892 deceduto)
- Domenico Marinangeli † (16 gennaio 1893 - 5 febbraio 1898 nominato patriarca titolare di Alessandria)
- Tommaso de Stefano † (24 marzo 1898 - 19 maggio 1906 deceduto)
- Francesco Paolo Carrano † (1º settembre 1906 - 18 marzo 1915 deceduto)
- Giovanni Régine † (6 dicembre 1915 - 4 ottobre 1918 deceduto)
- Giuseppe Maria Leo † (17 gennaio 1920 - 20 gennaio 1939 deceduto)
- Francesco Petronelli † (25 maggio 1939 - 16 giugno 1947 deceduto)
- Reginaldo Giuseppe Maria Addazi † (10 novembre 1947 - 3 luglio 1971 dimesso)
- Giuseppe Carata † (28 agosto 1971 - 30 settembre 1986 nominato arcivescovo di Trani-Barletta-Bisceglie)

### Sede di Bisceglie
- Sergio ? † (menzionato nel 787)
- Mercurio ? † (menzionato nel 1059)
- Giovanni I † (menzionato nel 1071)
- Dumnello † (menzionato nel 1074)
- Mancusio † (? - circa 1098 deceduto)
- Stefano † (1099 - ?)[15]
- Goffredo † (menzionato nel 1137)[28]
- Amando † (prima del 1154 - dopo il 7 luglio 1182 deceduto)[29]
- Bisanzio † (1182 - 19 ottobre 1220 deceduto)[30]
- Anonimo † (menzionato nel 1228)[29][31]
- Anonimo † (menzionato nel 1235)[29]
- Berto † (menzionato nel 1237)[29]
- Nicola I † (marzo/ottobre 1239 - ?)[32]
- Sergio † (prima di giugno 1267 - dopo gennaio 1274)[29]
  - Sede vacante (circa 1275/76 - 1285)[29]
- Gerolamo ? † (menzionato nel 1285)[33]
- Leone di Gaeta † (prima di febbraio 1289[34] - dopo luglio 1313)[35]
- Giovanni II ? † (menzionato nel 1314)[36]
- Giacomo † (menzionato a ottobre 1316)[15]
- Nicola II † (prima di ottobre 1317 - dopo novembre 1328)[15]
- Bartolomeo, O.P. † (menzionato nel 1327)
- Martino (Sambiasi o Samblasi) † (? - 1348 deceduto)
- Simone di Raiano † (5 novembre 1348 - dopo agosto 1372[15] deceduto)
  - Nicola Ricci, O.F.M. † (19 luglio 1387 - 21 aprile 1421 nominato vescovo di Veglia) (antivescovo)
- Domenico † (circa 1387 - ?)
- Giovanni III, O.P. † (circa 1388 - 1390 nominato vescovo di Giovinazzo[37])
- Giacomo Federici, O.Carm. † (4 gennaio 1391 - dopo il 18 settembre 1399)
- Francesco Falconi † (circa 1399 - ?)
- Nicola Falconi † (prima del 1413 - 1442 deceduto)
- Giacomo Pietro de Gravina † (23 maggio 1442 - 1476 deceduto)
- Bernardino Barbiani † (9 agosto 1476 - 24 agosto 1487 nominato vescovo di Bisaccia)
- Martino Madio da Tramonti † (24 agosto 1487 - 1507 dimesso)
- Antonio Lupicino † (19 novembre 1507 - 1524 dimesso)
- Geronimo Sifola † (11 maggio 1524 - 1565 deceduto)
- Giovanni Andrea Signati † (22 agosto 1565 - 23 settembre 1575 nominato vescovo di Bisignano)
- Leonardo Bonaccorsi † (23 settembre 1575 - 3 agosto 1576 deceduto)
- Giovanni Battista Soriani, O.Carm. † (22 agosto 1576 - 25 giugno 1582 deceduto)
- Nicola Secadenari † (1583 - 30 luglio 1583 deceduto)
- Alessandro Cospi † (7 ottobre 1583 - 15 maggio 1609 deceduto)
- Antonio Albergati † (3 agosto 1609 - 1627 dimesso)
- Nicola Bellolatto † (8 marzo 1627 - 15 luglio 1636 deceduto)
- Bernardino Scala † (12 gennaio 1637 - 18 maggio 1643 nominato vescovo di Montefeltro)
- Guglielmo Gaddi † (31 agosto 1643 - 7 febbraio 1652 deceduto)
- Giuseppe Lomellini, O.S.B. † (26 agosto 1652 - 25 agosto 1657 deceduto)
- Cesare Cancellotti o Lancellotti † (1º aprile 1658 - 26 giugno 1662 nominato vescovo di Montalto)
- Giovanni Battista Penna, O.S.A. † (9 aprile 1663 - 2 luglio 1664 deceduto)[38].
- Francesco Antonio Ricci, O.F.M.Obs. † (15 settembre 1664 - 28 aprile 1685 deceduto)
- Giuseppe Crispino † (10 settembre 1685 - 13 novembre 1690 nominato vescovo di Amelia)
- Pompeo Sarnelli † (24 marzo 1692 - 7 luglio 1724 deceduto)
- Antonio Pacicco, O.F.M. † (11 settembre 1724 - marzo 1739 deceduto)
- Francesco Antonio de Leonardis † (15 luglio 1739 - 30 aprile 1762 deceduto)
- Donato Antonio Giannelli † (22 novembre 1762 - 30 settembre 1783 deceduto)
  - Sede vacante (1783-1792)
- Salvatore Palica, O.S.B.Cel. † (26 marzo 1792 - 3 dicembre 1800 deceduto)
  - Sede vacante (1800-1818)
  - Sede amministrata dagli arcivescovi di Trani (1818-1986)

### Sede di Trani-Barletta-Bisceglie
- Giuseppe Carata † (30 settembre 1986 - 15 dicembre 1990 ritirato)
- Carmelo Cassati, M.S.C. † (15 dicembre 1990 - 13 novembre 1999 ritirato)
- Giovan Battista Pichierri † (13 novembre 1999 - 26 luglio 2017 deceduto)
- Leonardo D'Ascenzo, dal 4 novembre 2017

## Vescovi oriundi dell'arcidiocesi
- Ignazio Monterisi (Barletta, 6 ottobre 1860 - 17 febbraio 1913), vescovo di Potenza e Marsico Nuovo (1900-1913)
- Nicola Monterisi (Barletta, 21 maggio 1867 - Salerno, 30 marzo 1944), vescovo di Monopoli (1913-1919), arcivescovo di Chieti (1919-1929) e di Salerno (1929-1944)
- Vincenzo Franco (Trani, 1º giugno 1917 - 4 marzo 2016), vescovo di Tursi-Lagonegro (1974-1981), arcivescovo di Otranto (1981-1993)
- Giuseppe Casale (Trani, 28 settembre 1923 - Vallo della Lucania, 18 maggio 2023), vescovo di Vallo della Lucania (1974-1988), arcivescovo di Foggia-Bovino (1988-1999)
- Francesco Monterisi (Barletta, 28 maggio 1934), nunzio apostolico, arcivescovo titolare di Alba Marittima (1982-2010), cardinale diacono di San Paolo alla Regola, arciprete emerito della papale basilica di San Paolo fuori le Mura
- Giovanni Ricchiuti (Bisceglie, 1º agosto 1948), arcivescovo di Acerenza (2005-2013) e di Altamura-Gravina-Acquaviva delle Fonti (dal 2013)
- Michele Seccia (Barletta, 6 giugno 1951), vescovo di San Severo (1997-2006) e di Teramo-Atri (2006-2017), arcivescovo di Lecce (dal 2017)
- Lorenzo Leuzzi (Trani, 25 settembre 1955), vescovo titolare di Cittanova e ausiliare di Roma (2012-2017), vescovo di Teramo-Atri (dal 2017)

## Istituzioni culturali diocesane
Nell'arcidiocesi di Trani-Barletta-Bisceglie esistono le seguenti istituzioni culturali:
- la biblioteca diocesana centrale "Arcivescovo Giovanni" a Trani;
- la biblioteca diocesana "Pio IX" a Barletta;
- la biblioteca diocesana "San Tommaso d'Aquino" a Bisceglie;
- la biblioteca "Sant'Annibale Maria di Francia" a Trani;
- la biblioteca "Don Michele Cafagna" di Bisceglie;
- l'archivio diocesano centrale a Trani;
- l'archivio diocesano di Barletta;
- l'archivio diocesano di Bisceglie;
- il museo diocesano di Trani;
- museo diocesano Sant'Anna a Trani;
- il museo diocesano di Barletta;
- il museo diocesano di Bisceglie.

## Statistiche
L'arcidiocesi nel 2023 su una popolazione di 287 048 persone contava 276 612 battezzati, corrispondenti al 96,4% del totale.
| anno | popolazione | popolazione | popolazione | presbiteri | presbiteri | presbiteri | presbiteri                | diaconi | religiosi | religiosi | parrocchie |
| anno | battezzati  | totale      | %           | numero     | secolari   | regolari   | battezzati per presbitero | diaconi | uomini    | donne     | parrocchie |
| ---- | ----------- | ----------- | ----------- | ---------- | ---------- | ---------- | ------------------------- | ------- | --------- | --------- | ---------- |
| 1950 | 254 000     | 254 629     | 99,8        | 172        | 125        | 47         | 1 476                     |         | 30        | 510       | 35         |
| 1970 | 243 080     | 243 465     | 99,8        | 168        | 102        | 66         | 1 446                     |         | 81        | 610       | 48         |
| 1980 | 247 305     | 249 841     | 99,0        | 159        | 104        | 55         | 1 555                     |         | 65        | 446       | 55         |
| 1990 | 264 000     | 269 542     | 97,9        | 139        | 89         | 50         | 1 899                     |         | 54        | 438       | 56         |
| 1999 | 270 187     | 282 687     | 95,6        | 147        | 103        | 44         | 1 838                     | 6       | 51        | 346       | 58         |
| 2000 | 270 934     | 283 434     | 95,6        | 147        | 104        | 43         | 1 843                     | 16      | 49        | 340       | 58         |
| 2001 | 272 226     | 284 726     | 95,6        | 149        | 109        | 40         | 1 827                     | 16      | 43        | 335       | 58         |
| 2002 | 272 914     | 285 414     | 95,6        | 144        | 106        | 38         | 1 895                     | 16      | 40        | 323       | 60         |
| 2003 | 274 260     | 286 760     | 95,6        | 144        | 107        | 37         | 1 904                     | 16      | 39        | 314       | 60         |
| 2004 | 274 060     | 286 560     | 95,6        | 138        | 104        | 34         | 1 985                     | 16      | 36        | 302       | 61         |
| 2010 | 279 680     | 292 200     | 95,7        | 138        | 103        | 35         | 2 026                     | 25      | 39        | 265       | 64         |
| 2014 | 279 900     | 292 420     | 95,7        | 145        | 108        | 37         | 1 930                     | 25      | 40        | 244       | 66         |
| 2017 | 280 103     | 295 459     | 94,8        | 150        | 120        | 30         | 1 867                     | 25      | 37        | 150       | 66         |
| 2020 | 277 822     | 293 063     | 94,8        | 140        | 113        | 27         | 1 984                     | 27      | 30        | 135       | 66         |
| 2022 | 276 500     | 286 932     | 96,4        | 138        | 120        | 18         | 2 003                     | 27      | 18        | 120       | 66         |
| 2023 | 276 612     | 287 048     | 96,4        | 137        | 119        | 18         | 2 019                     | 27      | 18        | 118       | 66         |

### Trani e Barletta
- (EN) Trani and Barletta, in Catholic Encyclopedia, New York, Encyclopedia Press, 1913.
- (LA) Ferdinando Ughelli, Italia sacra, vol. VII, seconda edizione, Venezia, 1721,  coll. 885-917.
- Vincenzio d'Avino, Cenni storici sulle chiese arcivescovili, vescovili e prelatizie (nullius) del Regno delle Due Sicilie, Napoli, 1848,  pp. 672–676.
- Giuseppe Cappelletti, Le Chiese d'Italia della loro origine sino ai nostri giorni, vol. XXI, Venezia, 1870,  pp. 47–56.
- Sabino Loffredo, Storia della città di Barletta, 2 volumi, Trani, 1893.
- Francesco Lanzoni, Le diocesi d'Italia dalle origini al principio del secolo VII (an. 604), vol. I, Faenza, 1927,  pp. 300–301.
- (LA) Paul Fridolin Kehr, Italia Pontificia, IX, Berolini, 1962,  pp. 288–301 (archiviato dall'url originale il 23 settembre 2015).
- (DE) Norbert Kamp, Kirche und Monarchie im staufischen Königreich Sizilien, vol. 2, Prosopographische Grundlegung: Bistümer und Bischöfe des Königreichs 1194 - 1266; Apulien und Kalabrien, München, 1975,  pp. 544–561.
- F. Spaccucci e G. Curci, Cronotassi degli arcivescovi di Trani (PDF), in Storia dell'arcidiocesi di Trani, Napoli, 1991,  pp. 127–152 (archiviato dall'url originale il 3 marzo 2016)
- Libro sinodale. Per una Chiesa mistero di comunione e di missione (PDF), Barletta, Editrice Rotas, 2016 (archiviato dall'url originale il 17 giugno 2016)
  - All'interno del volume è presente la cronotassi di Trani estratta da:  Pietro di Biase, Vescovi, clero e popolo. Lineamenti di storia dell'Arcidiocesi di Trani-Barletta-Bisceglie, Barletta, Rotas, 2013,  pp. 213–236.)
- Giuseppe Gabrieli, Bibliografia di Puglia (PDF), parte II,  pp. 195–196.
- (LA) Pius Bonifacius Gams, Series episcoporum Ecclesiae Catholicae, Graz, 1957,  pp. 933–934.
- (LA)  Konrad Eubel, Hierarchia Catholica Medii Aevi, vol. 1, pp. 491–492; vol. 2, p. 254; vol. 3, pp. 316–317; vol. 4, p. 341; vol. 5, p. 385; vol. 6, p. 412.
- (LA, IT) Bolla Multis quidem, in Collezione degli atti emanati dopo la pubblicazione del Concordato dell'anno 1818, parte V, Napoli, 1832,  pp. 12–14.
- (LA) Bolla Imperscrutabili Dei, in Pii IX Pontificis Maximi Acta, Pars prima, Vol. III, Romae, 1864,  pp. 148–164.
- (LA) Bolla Qui Beatissimo Petro, AAS 72 (1980), pp. 1232–1233.

### Bisceglie
- (EN) La diocesi di Bisceglie, su catholic-hierarchy.org.
- (EN) La diocesi di Bisceglie, su gcatholic.org.
- La diocesi di Bisceglie, su beweb.chiesacattolica.it.
- Pompeo Sarnelli, Memorie de' Vescovi di Biseglia e della stessa Città, Napoli, 1693.
- (LA) Ferdinando Ughelli, Italia sacra, vol. VII, seconda edizione, Venezia, 1721,  coll. 935-952.
- Vincenzio d'Avino, Cenni storici sulle chiese arcivescovili, vescovili e prelatizie (nullius) del Regno delle Due Sicilie, Napoli, 1848,  pp. 61–65.
- Giuseppe Cappelletti, Le Chiese d'Italia della loro origine sino ai nostri giorni, vol. XXI, Venezia, 1870,  pp. 70–76.
- (LA) Paul Fridolin Kehr, Italia Pontificia, IX, Berolini, 1962,  pp. 310–313 (archiviato dall'url originale il 23 settembre 2015).
- (DE) Norbert Kamp, Kirche und Monarchie im staufischen Königreich Sizilien, vol. 2, Prosopographische Grundlegung: Bistümer und Bischöfe des Königreichs 1194 - 1266; Apulien und Kalabrien, München, 1975,  pp. 565–568.
- Giuseppe Gabrieli, Bibliografia di Puglia (PDF), parte II,  p. 339.
- (LA) Pius Bonifacius Gams, Series episcoporum Ecclesiae Catholicae, Graz, 1957,  pp. 857–858.
- (LA)  Konrad Eubel, Hierarchia Catholica Medii Aevi, vol. 1, p. 527; vol. 2, p. 268; vol. 3, p. 334; vol. 4, pp. 368–369; vol. 5, p. 415; vol. 6, p. 442.
- (LA) Bolla De utiliori, in Bullarii romani continuatio, Tomo XV, Romae, 1853,  pp. 56–61.